# Unterschorrmühle
Unterschorrmühle (oberfränkisch: Schorrmül) ist ein Gemeindeteil des Marktes Thurnau im oberfränkischen Landkreis Kulmbach in Bayern. Unterschorrmühle liegt in der Gemarkung Thurnau.

## Geographie
Die Einöde bildet mit Thurnau eine geschlossene Siedlung und ist mittlerweile in der Schorrmühlestraße aufgegangen, die in Richtung Nordosten in die Friesenstraße übergehend zum oberen Markt (Kreisstraße KU 28) führt bzw. in Richtung Nordwesten zur Berndorfer Straße (Staatsstraße 2689). Unterschorrmühle liegt am Aubach. Es befinden sich dort das Thurnauer Freibad und Tennis- und Fußballplätze.

## Geschichte
Der Ort wurde 1489 als „Schormül“ erstmals urkundlich erwähnt. 1731 kam es erstmals zur Unterscheidung zwischen der „Oberen“ und die „Unteren Schormühle“. Möglicherweise wurde die Mühle nach dem Familiennamen ihres damaligen Besitzer benannt. Denkbar ist auch eine Ableitung von schor (mhd. für Schaufel).
Gegen Ende des 18. Jahrhunderts gab es in Schorrmühle zwei Anwesen (Obere S.: Mahl- und Schneidmühle; Untere S.: Mahlmühle). Das Hochgericht sowie die Grundherrschaft übte das Giech’sche Amt Thurnau aus.
Von 1797 bis 1810 unterstand der Ort dem Patrimonialgericht Thurnau. Mit dem Ersten Gemeindeedikt wurde Unterschorrmühle 1811 dem Steuerdistrikt Thurnau und 1818 der Munizipalgemeinde Thurnau zugewiesen.
1902 brannte die Getreidemühle bei einem Großbrand völlig nieder. Danach wurde das Gebäude zwar wieder aufgebaut, der Mahlbetrieb aufgegeben und stattdessen eine Gastwirtschaft eröffnet, die noch besteht.

### Einwohnerentwicklung
| Jahr      | 001818 | 001861 | 001871 | 001885 | 001900 | 001925 | 001950 | 001961 | 001970 | 001987 |
| Einwohner | *      | †      | 8      | 5      | 4      | 4      | 7      | 9      | 3      | *      |
| Häuser    | *      |        |        | 1      | 1      | 1      | 1      | 1      |        | *      |
| Quelle    | [ 7 ]  | [ 10 ] | [ 11 ] | [ 12 ] | [ 13 ] | [ 14 ] | [ 15 ] | [ 16 ] | [ 17 ] | [ 18 ] |

## Religion
Der Ort ist seit der Reformation evangelisch-lutherisch geprägt und nach St. Laurentius (Thurnau) gepfarrt.